# 425사업
425사업은 대한민국이 킬 체인을 위해 5대의 군사용 정찰위성을 발사하는 사업이다.

## 역사
2022년까지 SAR 위성 4기와 EO/IR 위성 1기를 1조원의 비용으로 발사하여, 북한을 2시간마다 정찰할 계획이다. SAR 레이다 위성은 주야간과 비가오는 때에도 북한 전역을 전천후로 정찰할 수 있다.
정찰위성 5기는 2020년에 1기, 2021년에 2기, 2022년에 2기 등 총 5기가 실전 배치될 계획이다. 모든 부품을 해외에서 도입하려던 기존 사업전략을 수정해 국내 기술을 최대한 적용하거나 사용하기로 했다.
국정원이 관제권을 요구해 국방부와 마찰을 빚으며 사업이 1년 지연되었다. 국방부 관제로 결정되었지만, SAR 위성 정보는 국정원도 국방부와 동시에 직수신하도록 하고 EO/IR 위성은 국방부와 국정원이 공동 운영하는 것으로 결정되어 갈등의 소지가 남아있다. 하늘에 떠다니고 있는 대한민국의 모든 위성들을 국정원이 관리하고 있다.
미사일을 식별할 수 있는 수준의 해상도를 확보하기 위해서는 650~700km 고도에서 15~30cm급의 해상도를 가진 정찰위성이 필요하다.
킬 체인은 2021년 해상도 30cm(사진 1픽셀의 크기가 가로 세로 30cm)의 정찰위성을 배치하는 것으로 마무리된다.

## 글로벌 호크
425사업의 군용 정찰위성 30cm 해상도는 글로벌 호크, U-2 정찰기의 해상도이다. 글로벌 호크나 U-2는 북한 영공의 깊숙한 내부는 정찰이 불가능하지만, 정찰위성은 가능하다.

## 고체연료

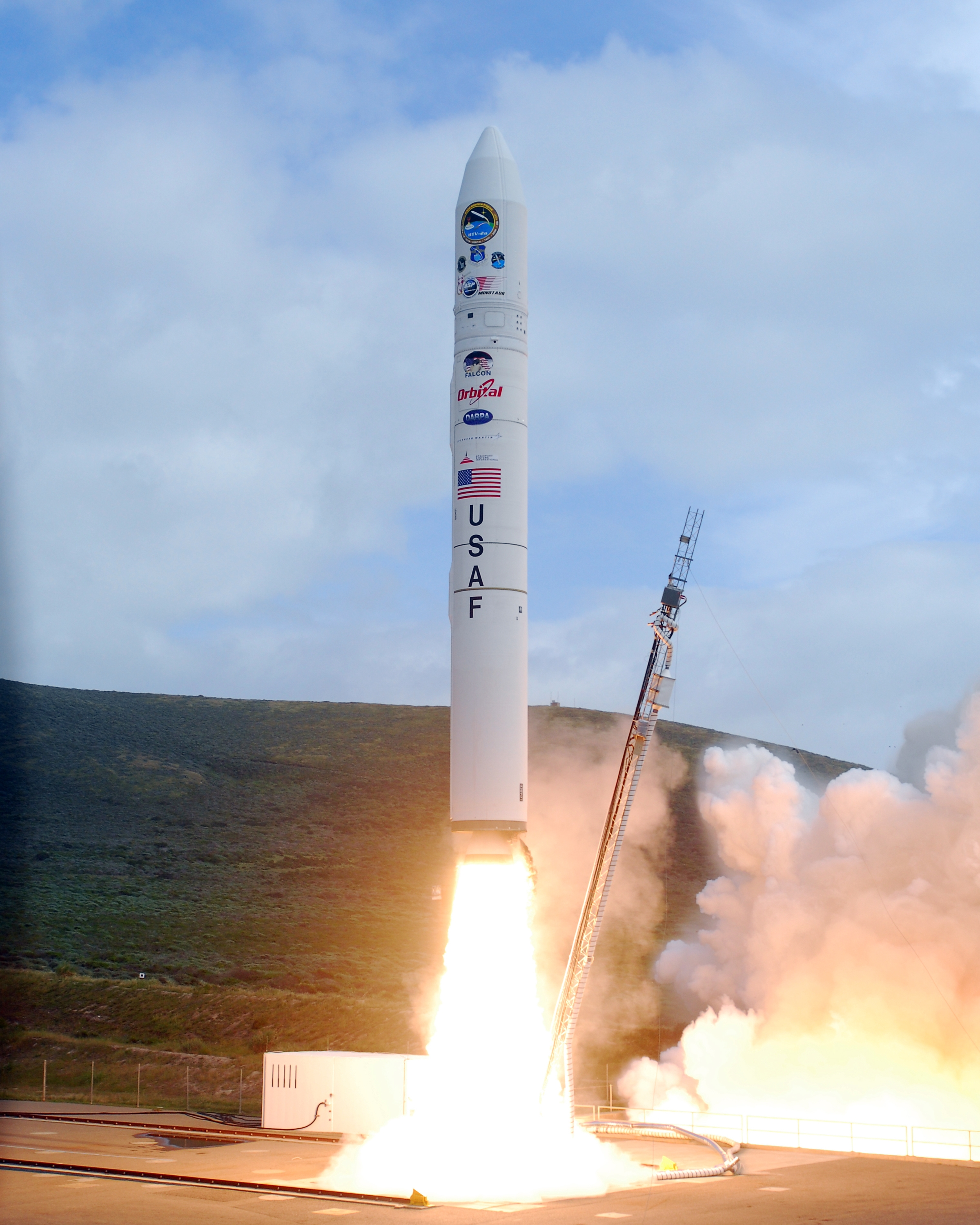
미국 미노타우르 4호. 3단 피스키퍼 ICBM을 4단 우주로켓으로 개조했다.

한미 미사일 지침 4차 개정으로 한국은 고체연료 우주로켓을 제한없이 사용할 수 있게 되었다.
김현종 청와대 국가안보실 제2차장은 춘추관 브리핑을 통해 "2020년 7월 28일 오늘부터 우주발사체에 대한 고체연료 사용 제한을 완전히 해제했다"고 밝혔다. 이는 국산 정찰위성 5기를 띄우는 425사업은 물론 미국의 대(對)중국 전략과도 연계된 것으로 풀이된다.
고체연료 우주발사체가 본격적으로 개발되면 이는 소형 군사위성 발사에 활용될 수 있다. 고체연료 발사체를 활용하면 저궤도 소형 정찰위성을 다수 발사할 수 있다. 이 경우 국산 정찰위성 5기를 띄운다는 우리 군의 '425사업'에 속력이 붙게 된다.
425사업은 1조 2214억원에 정찰위성 5기를 발사하는 사업으로, 하나에 2442억원이다. 한국은 아리랑 1호 지구관측위성을 대략 그정도 가격에 발사해 왔는데, 최근 발사한 SAR 레이더 아리랑 5호는 무게 1.4 톤짜리 인공위성이다.
한국의 언론 보도가 정부의 방침을 보도한 것이라면, 한국은 고체연료 제한해제를 통해, 미노타우르4(상업용 피스키퍼)를 개발하겠다는 의도로 추정된다. 즉, 고체연료 우주로켓은 무게 500 kg, 무게 1.7 톤의 두가지 모델이 있다. 현재도 주력으로 사용중인 미국 미니트맨3 ICBM, 러시아 토폴 ICBM을 우주로켓으로 개량한 것이 미노타우르 1호, Start-1인데, 무게 500 kg 인공위성을 발사할 수 있다. 반면에 퇴역한 미국 피스키퍼 ICBM을 우주로켓으로 개량한 것이 미노타우르 4호인데, 무게 1.7톤의 인공위성을 발사할 수 있다. 425 사업에 고체로켓을 활용하겠다는 의도라면, 35톤 미니트맨 보다는 100톤 피스키퍼를 개발하겠다는 뜻으로 해석할 수 있다.

## 비판
북한은 킬 체인의 공격을 피하기 위해 갱도 등에 미사일을 숨겨 놓았다가 25분 안에 발사가 가능하도록 만들고 있는 것으로 알려졌다.

## 같이 보기
- 미노타우르 4호
- 한국형 고체연료 발사체